# Uostadvaris

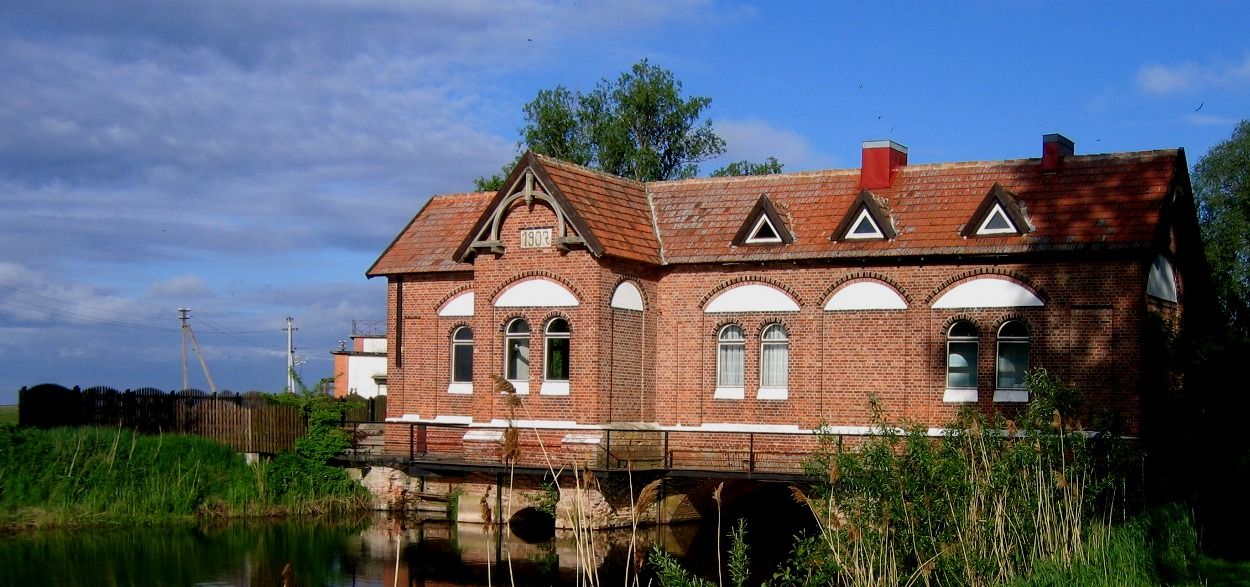
Přečerpávací stanice na řece Ulmu

Uostadvaris je ves v deltě Němenu, na ostrově Rusnė v Klaipėdském kraji v Litvě, na levém břehu řeky Atmaty, 5 km na severovýchod od města Rusnė. Součást Chráněné krajinné oblasti jménem Nemuno deltos regioninis parkas. V západní části je přístav, do kterého je složité vplout pro neustálé zanášení naplaveninami – to platí zejména pro jarní období. Přístav spadá pod správu Státního ředitelství vnitřních vodních cest, proto je z jeho rozhodnutí vplutí a stání zde jen na povolení. Dále je v této části národní technická historická památka Uostadvarský maják (postaven v letech 1873 – 1876, k původnímu účelu již nepoužívaný, nyní slouží jako rozhledna. Další národní technickou památkou je přečerpávací stanice s parní turbínou, postavená v roce 1907, která přečerpávala nadbytek vody z polderů z řeky Palaukys do přítoku Atmaty Ulmu v blízkosti jejich soutoku, dnes muzeum polderů (na obrázku vlevo). Je to vůbec první přečerpávací stanice polderů v Litvě. Nyní funkční není, ale v roce 2007 byla hned vedle, již na řece Ulmu postavena nová, modernější přečerpávací stanice.

## Uostadvaris na mapě
| DELTA NĚMENU Atmata Atšakėlė Aukštumala Aukštumalos protaka Bevardis Bevardė Briedžių Dumblė Kadaginis Kiemo Kniaupas Krokų Lanka Kubilių Kurský záliv Leitė Minija Naikupė Pakalnė Palankys Záliv Prūsinė Purvalankis Ragininkų Rindos šaka Záliv Rindutė Rusnaitė Rusnė (Němen) Rusnė Senoji Skirvytė Skatulė Skirvytė (Severnaja) Šakutė Záliv Šilinė Šventos Elenos Šyša Šyškrantė Tiesioji Trušių Ulmas Uostadvaris Duobelė Upaitis Vidujinė Vikis Vilkinė Vilkinės Vito Vorusnė Voryčia Vytinė Vytinės Uostas Zingelinė |